# Ricardo Murphy y Meade
Ricardo Murphy y Meade (Santa Cruz de Tenerife, 1814 - 1840), poeta español del Romanticismo.
Estudió Humanidades en los primeros años de la Universidad de La Laguna, en la isla de Tenerife; vivió en su isla natal y en Londres. Si bien publicó en vida algunos poemas en prensa, su obra es fundamentalmente conocida por la edición que de ella hizo su amigo José Plácido Sansón, tras su muerte a causa de la tuberculosis: Obras póstumas (1854). Se trata de un decidido romántico, lector de Lord Byron, que gusta de las rupturas formales y de los versos sonoros y efectistas, pero también de los sugerentes y ligeros. 
- Datos: Q6108368